# Фрэнсис, Дэвид
Дэвид Фрэнсис (англ. David Francis; род. 5 октября 1965, Кенема) — политический деятель, академик и писатель, с 20 апреля 2018 по 30 апреля 2021 года занимал должность главного министра Сьерра-Леоне. Стал первым чиновником, занявшим пост главного министра с момента его упразднения в 1978 году. Является наиболее влиятельным правительственным чиновником в Сьерра-Леоне после президента и вице-президента.
Обучался в колледже Фура-Бей, в Институте прав человека и гуманитарного права им. Рауля Валленберга и в Международном институте социальных исследований. С 1994 по 1998 год был научным сотрудником в Саутгемптонском университете. До своей нынешней должности в правительстве Сьерра-Леоне был профессором в Брадфордском университете, где был координатором кафедры ЮНЕСКО по исследованию проблем мира и конфликтов в Африке. Является автором девяти книг и более пятидесяти журнальных статей и документов по политологии.

## Биография
Родился и вырос в Кенеме в восточной части Сьерра-Леоне, принадлежит к этнической группы менде. В 1993 году получил степень бакалавра искусств с отличием по истории в колледже Фура-Бей, Университет Сьерра-Леоне. В 1994 году получил степень магистра по правам человека в Институте прав человека и гуманитарного права им. Рауля Валленберга, а в 1995 году — второе высшее образование в области права, развития и социальной справедливости в Международном институте социальных исследований в Гааге, Нидерланды. В 1998 году получил докторскую степень в области международных отношений в Саутгемптонском университете в Великобритании.
С 2015 года был членом совета попечителей в Коалиции адвокатов за развитие и окружающую среду (ACODE). Был главой Департамента исследований мира и директором Центра африканских исследований Джона и Эльноры Фергюсон (JEFCAS) в Брадфордском университете, а также временным вице-канцлером проекта Африканского университета мира при ЮНЕСКО в Сьерра-Леоне.
До своего назначения на пост главного министра был председателем группы по переходному периоду при президенте Мааде Джулиусе Био. Работал профессором в Брадфордском университете, а также директором Африканского центра изучения мира и конфликтов и кафедры личных исследований.

## Избранные публикации
- When War Ends in Africa: building peace in divided communities. Ashgate. Май 2012 года (редактировано)[7][4];
- Policing in Africa. Palgrave /Macmillan, April 2012 (edited)[7][4];
- National States and the Challenges of Regional Integration in West Africa. Париж. Karthala. Декабрь 2011 (редактировано) (UNESCO — SHS MOST Project)[7][4];
- US Strategy in Africa: AFRICOM, Terrorism and Security Challenges. Routledge. Февраль 2010 года (редактировано)[7][4];
- Peace and Conflict in Africa (ed.) London: Zed Books. Сентябрь 2008 года (переведено на арабский язык в мае 2010 года в Египетском арабском институте переводов)[7][4];
- Uniting Africa: Building Regional Security Systems, Aldershot. Ashgate. Январь 2006 года[7][4];
- Civil Militias: Africa’s Intractable Security Menace? Aldershot. Ashgate, 2005 год[7][4];
- Dangers of Co-deployment: UN Cooperative Peacekeeping in Africa. Aldershot. Ashgate. Декабрь 2004 года (в соавторстве с Мохамелом Фаалом, Алекс Рамсботхэм и Джон Кабия)[7][4];
- The Politics of Economic Regionalism: Sierra Leone in ECOWAS, Aldershot. Ashgate. Декабрь 2001 года[7][4].